# Бастија (Венеција)
Бастија (итал. Bastia) је насеље у Италији у округу Венеција, региону Венето.
Према процени из 2011. у насељу је живело 14 становника. Насеље се налази на надморској висини од 10 м.